# 山崎直三
山崎 直三（やまざき なおぞう、1882年〈明治15年〉8月26日 - 1933年〈昭和8年〉10月31日）は、日本の学者。社会学者。フランス文学博士。早稲田大学教授。

## 経歴
- 1882年（明治15年）8月26日 - 山崎直胤の長男として生まれる。
- パリ大学留学
- フランス文学博士（パリ大学）授与。
- 早稲田大学教授
- 1914年（大正3年） - 内閣総理大臣秘書官（第2次大隈内閣） 任官
- 1914年（大正3年）11月10日 - 高等官五等 陞叙[1]
- 1915年（大正4年）8月2日 - 高等官四等 陞叙、三級俸下賜[2]
- 1916年（大正5年）4月24日 - 二級俸下賜[3]
- 1916年（大正5年）10月5日 - 高等官三等 陞叙、一級俸下賜[4]
- 東京銀行集会所書記長
- 1933年（昭和8年）10月31日 - 死去。

## 栄典
- 1916年（大正5年）1月19日 - 勲五等瑞宝章[5]
- 1916年（大正5年）10月6日 - 従五位[6]

## 親族
- 祖父 山崎直高
- 父 山崎直胤

## 出版物
訳著
- 『理想の青年ジヨン・ハリフアックス』 クレイク夫人 原著 尚文堂書店 1913
- 『社会学原理と応用』 ジェームス・キール・ディーレー 著 二松堂書店  1915

共訳
- 『近代歐洲史觀 第2』 セーニョボス，シャルル 著 山崎直胤 共訳
- 『欧洲現代政治史』 山崎直胤 共訳 大日本文明協会 1911